# Amstetten (Bade-Wurtemberg)
Pour l’article homonyme, voir Amstetten (homonymie).
Amstetten  est une commune de Bade-Wurtemberg (Allemagne), située dans l'arrondissement d'Alb-Danube, dans la région Donau-Iller, dans le district de Tübingen.

## Jumelage
La commune d'Amstetten est jumelée avec :
- Celles-sur-Belle (France) depuis 1990

## Sources et références
1. ↑  (de) « Bevölkerungsentwicklung in den Gemeinden Baden-Württembergs 2015 ».
2. ↑  « Partnerschaft Celles-sur-Belle » Site web de la commune d'Amstetten, consulté le 27 janvier 2017.